# Нижневеденеевский
Нижневеденеевский (также Нижне-Веденеевский) — посёлок в Белореченском районе Краснодарского края России. Входит в состав Бжедуховского сельского поселения.

## Географическое положение
Расположен в 5,4 км от центра поселения и в 2,9 км от районного центра.

## История
Посёлок Нижневеденеевский Рязанского района зарегистрирован 13 ноября 1952 года решением Краснодарского крайисполкома. 22 августа 1953 года территория Рязанского района вошла в состав Белореченского района.

## Население
| 2002 | 2010 |
| ---- | ---- |
| 630  | ↘585 |

По данным переписи 2002 года в национальной структуре населения посёлка преобладают русские (90 %).

## Улицы
| - ул. Гаражная, - ул. Клубная, - ул. Коммунальная, - ул. Лесная, - ул. Парковая, | - ул. Рабочая, - ул. Центральная, - ул. Школьная, - ул. Энергетиков |